# 征服 (游戏)
征服是一个由天晴数码娱乐公司为Microsoft Windows系统所制作的武侠类大型网络游戏。

## 职业体系
- 弓手
- 勇士
- 战士-戰士的攻擊強，防禦高，但血量少
- 道士，并分为：
  - 水道士 (着重援助)
  - 火道士 (着重攻击)